# Княженська сільська рада
| Княженський старостинський округ — колишній орган місцевого самоврядування у Снятинському районі Івано-Франківської області з адміністративним центром у с. Княже. Водоймища на території, підпорядкованій даній раді: річка Черемош. Сільській раді були підпорядковані населені пункти: - с. Княже - с. Драгасимів |

## Склад ради
Рада складалася з 16 депутатів та голови.

### Керівний склад ради
| ПІБ                        | Основні відомості                                                                | Дата обрання | Дата звільнення |
| -------------------------- | -------------------------------------------------------------------------------- | ------------ | --------------- |
| Фербей Ярослав Миколайович | Сільський голова, 1955 року народження, освіта                                   | 26.03.2006   | 31.10.2010      |
| Фербей Ярослав Миколайович | Сільський голова, 1955 року народження, освіта вища, член Народного Руху України | 31.10.2010   |                 |

Примітка: таблиця складена за даними джерела